# Ludwig Christian Crell
Ludwig Christian Crell (1671-1733) (Neustadt bei Coburg, 28 de maio de 1671 – Leipzig, 15 de novembro de 1733) foi poeta, teólogo, filólogo e filósofo alemão. Foi professor de metafísica e reitor da Escola de São Nicolau, em Leipzig.  Era pai do anatomista Johann Friedrich Crell (1707-1747).

## Biografia
Ludwig Christian Crell era filho de um pastor protestante. Estudou em 1690, em Leipzig, onde, em 1693, conseguiu o diploma de Magister. Em 1699, ocupou o cargo de reitor da Escola Nicolaitana, de Leipzig. Nesse mesmo ano, tornou-se assessor da Faculdade de Filosofia da Universidade de Leipzig. Em 1708, tornou-se professor associado e pouco depois foi nomeado Professor de Filosofia. Nessa universidade ocupou vários cargos, incluindo o de reitor e de pro-chanceler.  Foi autor de várias obras sobre filosofia. Distinguiu-se por sua composição de versos e discursos latinos.

## Obras
- Carmen saeculare, poema em latim
- Controversiam illustrem, de civis innocentis in manus hostium ad necem traditione, 1695
- Controversia de civis innocentis in manus hostium ad necem traditione, 1697
- De Antonio Musa, Augusti medico, 1725
- De eo quod in Anacreonte venustum et delicatum est, 1706
- De pretio Metaphysicae, 1716
- De imaginationis in mentem corpusque, 1716
- De locustis non sine prodigio in Germania tunc conspectis, 1696
- De multis studii philosophici nostra aetate adjumentis atque litterariis praesidiis, 1708
- De providentia Dei circa reges constituendos ad Plinii Panegyricum, 1706
- De Scytala Laconica, 1697
- De vario logices pretio, 1716
- Disputationem historico-physicam de locustis, non sine prodigio in Germania nuper conspectis, 1693
- Iudicium Salomonis nostra aetate resuscitatum, sive controversiam de liberorum proprietate e causis naturalibus et moralibus diiudicanda : occasione casus rarissimi Lipsiae A. 1705 agitati
- Memoria S. Nicolai confessoris, 1718
- Marmorea memoria theologi Saxoniae Summi Gottlob Friderici Seligmanni, 1708
- Peri Charientismou Anakreontos seu De eo, quod in Anacreonte venustum & delicatum est, 1706
- Philosophiae primae et rationalis, 1708
- Ta tu Epiktētu hypersopha kai asopha circa officia hominis erga se quoad animum excolendum observata, 1716